# Hazel Neason
Hazel Neason (Pittsburgh, 16 agosto 1891 – New York, 24 gennaio 1920) è stata un'attrice e sceneggiatrice statunitense.

## Biografia
Hazel Neason nacque a Pittsburgh. Esordì nel cinema come attrice nel 1909 a 18 anni diretta da J. Stuart Blackton alla Vitagraph. Un anno dopo, girò il suo secondo film per la Independent Moving Pictures Co. of America (IMP). Lavorò anche per la Kalem Company.
Nella sua carriera, durata fino al 1916, partecipò a 58 film come attrice e ne firmò 4 come sceneggiatrice. Moglie di Albert E. Smith, che era uno dei fondatori della Vitagraph, una delle più importanti case di produzione nate agli albori del cinema, Hazel Neason morì nel 1920 a New York, a soli 28 anni, vittima dell'influenza spagnola.

## Filmografia

### Attrice
- Les misérables, regia di J. Stuart Blackton (1909)
- The Garden of Fate, regia di Harry Solter (1910)
- His Mother (1911)
- When a Man's Married His Trouble Begins (1911)
- Cupid's Chauffeur (1911)
- The Sleep Walker, regia di Van Dyke Brooke (1911)
- She Came, She Saw, She Conquered, regia di Van Dyke Brooke (1911)
- Two Wolves and a Lamb, regia di Van Dyke Brooke (1911)
- Birds of a Feather (1911)
- A Friendly Marriage, regia di Van Dyke Brooke (1911)
- Jimmie's Job (1911)
- How Millie Became an Actress (1911)
- Forgotten; or, An Answered Prayer, regia di Van Dyke Brooke (1911)
- The Answer of the Roses (1911)
- By Way of Mrs. Browning (1911)
- Aunt Huldah, the Matchmaker, regia di Edwin R. Phillips (1911)
- Captain Barnacle, Diplomat, regia di Van Dyke Brooke (1911)
- Their Charming Mama, regia di Frederick A. Thomson (1911)
- An Innocent Burglar, regia di Van Dyke Brooke (1911)
- His Last Cent, regia di Van Dyke Brooke (1911)
- In the Clutches of a Vapor Bath (1911)
- A Romance of Wall Street, regia di Van Dyke Brooke, Maurice Costello (1912)
- Caught in the Rain (1912)
- Captain Barnacle's Messmates, regia di Van Dyke Brooke (1912)
- L'onore del nome (For the Honor of the Family), regia di Van Dyke Brooke - cortometraggio  (1912)
- Where the Money Went (1912)
- The First Violin, regia di Van Dyke Brooke (1912)
- The Law or the Lady, regia di Van Dyke Brooke, Maurice Costello (1912)
- Playmates (1912)
- Winning Is Losing, regia di Charles L. Gaskill (1912)
- The Diamond Brooch (1912)
- Lulu's Anarchist, regia di Edwin R. Phillips (1912)
- The Penalty of Intemperance (1912)
- The Lair of the Wolf (1912)
- The Thief, regia di Edmund Lawrence (1912)
- A Political Kidnapping (1912)
- The Girl Reporter's Big Scoop (1912)
- The Heart of John Grimm (1912)
- The County Fair, regia di Edmund Lawrence (1912)
- The Young Millionaire, regia di Edmund Lawrence (1912)
- The Tell-Tale Message (1912)
- A Daughter's Sacrifice (1912)
- The Finger of Suspicion, regia di Edmund Lawrence (1912)
- Ida's Christmas, regia di Van Dyke Brooke (1912)
- The Flag of Freedom (1913)
- Grandfather (1913)
- The Nurse at Mulberry Bend (1913)
- The Answered Prayer (1913)
- Alixe; or, The Test of Friendship, regia di William V. Ranous (1913)
- Out of the Storm, regia di Wilfrid North (1913)
- Playing with Fire, regia di Bert Angeles (1913)
- A Soul in Bondage, regia di Van Dyke Brooke (1913)
- The Heart of Mrs. Robins, regia di Van Dyke Brooke (1913)
- Heart of a Woman, regia di Charles Giblyn (1914)
- Mr. Bingle's Melodrama, regia di George D. Baker (1914)
- The Enemies, regia di Harry Davenport (1915)
- The Plague Spot, regia di Theodore Marston (1915)
- The Embodied Thought, regia di Edward Sloman (1916)